# Uri Orlev

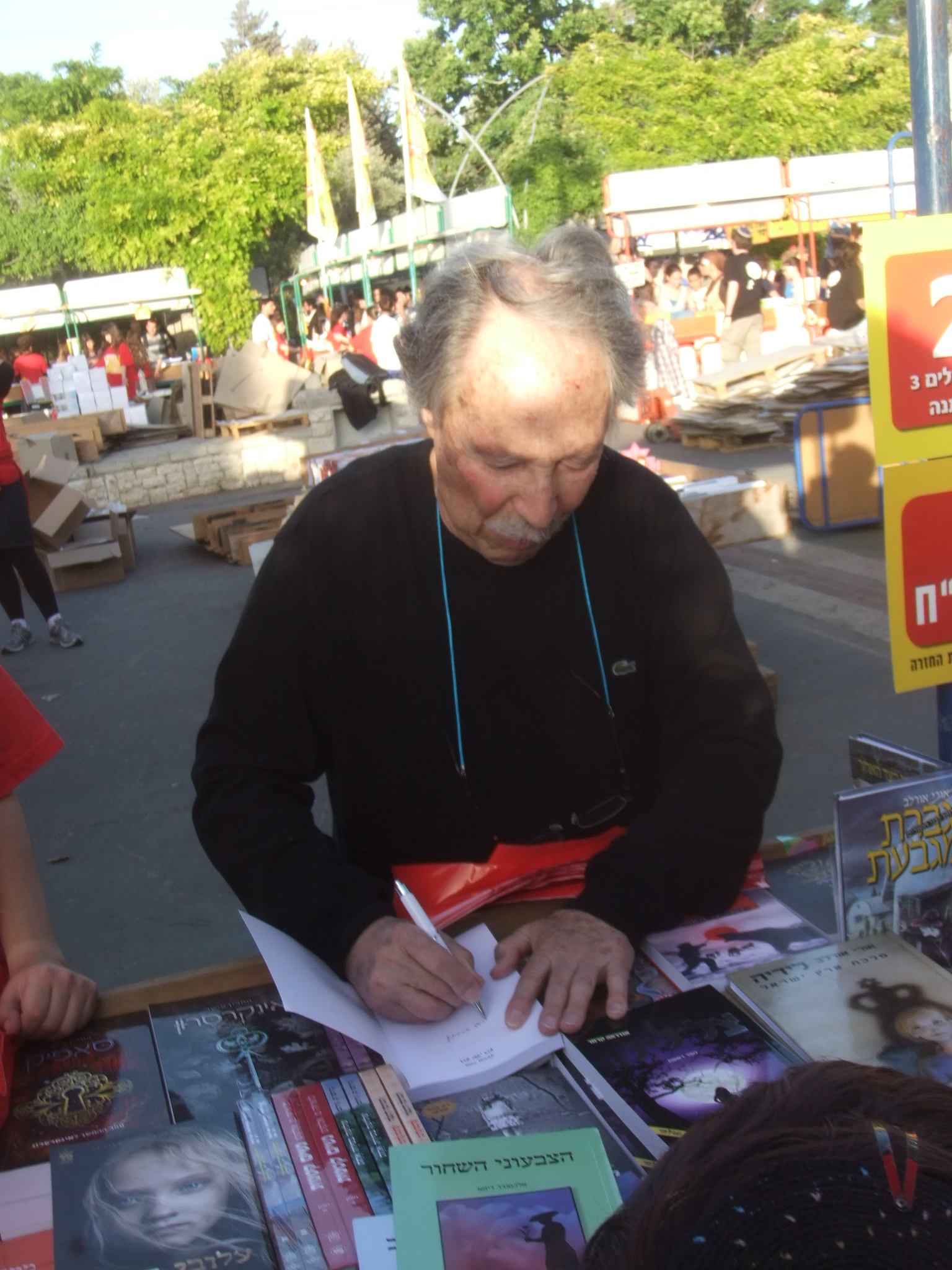
Uri Orlev (2013)

Uri Orlev (hebräisch אורי אורלב; ) (* 24. Februar 1931 in Warschau; † 26. Juli 2022 in Jerusalem) war ein polnisch-israelischer Autor von Kinder- und Jugendbüchern. Er lebte in Jerusalem, war verheiratet und hatte vier Kinder. Uri Orlev gilt weltweit als einer der renommiertesten Kinder- und Jugendbuchautoren.

## Leben
Uri Orlev wurde 1931 als Jerzy Henryk Orłowski in Warschau als Sohn jüdischer Eltern geboren und verbrachte einen Teil seiner Kindheit Anfang der 1940er Jahre als Gefangener der Deutschen Besatzung im Warschauer Ghetto. Sein Vater war Arzt und geriet als Offizier der polnischen Armee in sowjetische Gefangenschaft, während seine Mutter, eine Chemikerin, von Deutschen erschossen wurde. 1943 wurde Orlev zusammen mit seinem Bruder und seiner Tante in das Konzentrationslager Bergen-Belsen deportiert.
Nach der Befreiung durch die Britische Armee 1945 gelangten Orlev und sein Bruder als Waisen über eine Kinderhilfsorganisation erst nach Paris und anschließend im Frühherbst 1945 in das britische Mandatsgebiet Palästina, das spätere Israel. Er lebte zwanzig Jahre lang im Kibbuz Ginnegar nördlich von Afula. 1968 erfolgte der Umzug nach Jerusalem ins Stadtviertel Mischkenot Scha’ananim. 
1976 schrieb Orlev erstmals für Kinder und Jugendliche und veröffentlichte in der Folgezeit 31 Bücher, die in 25 Sprachen übersetzt wurden. Seine Geschichten spielen meist in der Zeit des Nationalsozialismus und handeln davon, wie Jugendliche mit dessen Schrecken umgehen und wie sie – um zu überleben – sehr früh lernen müssen, wem sie vertrauen können und wem nicht. Seine bekanntesten Werke sind Die Bleisoldaten und Lauf, Junge, lauf. Viele seiner Bücher haben autobiographische oder biographische Elemente. Daneben übersetzte er auch Bücher aus dem Polnischen ins Hebräische, u. a. von Janusz Korczak und Stanisław Lem.
Sein Buch Die Insel in der Vogelstraße wurde 1997 verfilmt, ebenso sein Buch Der haarige Dienstag, das Søren Kragh-Jacobsen verfilmte. Orlevs Buch Lauf, Junge, lauf wurde von Regisseur Pepe Danquart (2012) verfilmt und lief 2013 in den Kinos. Uri Orlev war unregelmäßig für Lesereisen in Deutschland. 2001 war er Gast des 1. internationalen literaturfestivals berlin. Im Juli 2012 war Orlev Gast des White Ravens Festival in München und im September 2012 des 12. internationalen literaturfestivals berlin. Im Rahmen dessen war er auch Jurymitglied der Auszeichnung Das außergewöhnliche Buch des Kinder- und Jugendprogramms des Internationalen Literaturfestivals Berlin.

## Auszeichnungen (Auswahl)
- Literaturpreis der Stadt Haifa für Insel in der Vogelstraße
- 1985, 1992 und 1996: Mildred L. Batchelder Award
- 1996: Hans Christian Andersen Preis für sein Gesamtwerk
- 2005: Nominierung für den Deutschen Jugendliteraturpreis für Lauf, Junge, lauf
- 2005: Goldener Lufti für Lauf, Junge, lauf
- 2006: Bialik-Preis der Stadt Tel-Aviv
- 2011: Luchs des Monats Oktober für Ein Königreich für Eljuscha

## Zu einzelnen Werken

### Lauf, Junge, lauf
Im Tatsachenroman Lauf, Junge, lauf erzählt Uri Orlev die Geschichte des jungen Juden Srulik (Tarnneme Jurek), der während des Zweiten Weltkriegs aus dem Warschauer Ghetto flieht und sich bis zum Kriegsende durchschlagen muss. Orlevs Buch erntete weltweit sehr gute Rezensionen. 
Der Regisseur Pepe Danquart verfilmte das Buch unter dem Titel Lauf Junge lauf als deutsch-polnisch-französische Koproduktion.

### Ein Königreich für Eljuscha
Ein Königreich für Eljuscha (2011) ist Orlevs zuletzt ins Deutsche übersetzter Roman. Darin erzählt Orlev von dem fünfjährigen jüdischen Jungen Eljuscha Posniak, für den 1941 ein Dorf in der Steppe von Kasachstan zum Zufluchtsort und Kindheitsparadies wird. Zusammen mit seiner Mutter und seinen Geschwistern beginnt er ein vollkommen neues Leben, bevor er im Alter von elf Jahren ins gelobte Land Israel ausreisen kann. Für Jeanne Rubner von der Süddeutschen Zeitung verbindet Orlev in dem Buch geschickt „Weltgeschichte, Krieg und ein jüdisches Schicksal zu einem Jugendroman, der gleichsam nebenbei – ganz ohne Geschichtszahlen und Pathos – von der Vorgeschichte des Nahost-Konfliktes und den Reibungspunkten der Weltreligionen Judentum, Christentum und Islam erzählt“.

## Buchveröffentlichungen in deutscher Sprache
- 2011: Ein Königreich für Eljuscha. Beltz & Gelberg, Weinheim, ISBN 978-3-407-74303-9 (hebräisch: Habayta Me-Aravot Ha-Shemesh. 2010. Übersetzt von Mirjam Pressler).
- 2004: Lauf, Junge, lauf. Beltz & Gelberg, Weinheim, ISBN 3-407-80925-5 (hebräisch: Ruz Jeled, Ruz. 2002. Übersetzt von Mirjam Pressler).
- 2002: Der Glücksschnuller. (Illustration Jacky Gleich), Beltz & Gelberg, Weinheim, ISBN 3-407-79290-5.
- 1999: Die Bleisoldaten. Beltz & Gelberg, Weinheim, ISBN 3-407-79799-0 (hebräisch: Hayalei Oferet. 1988. Übersetzt von Mirjam Pressler).
- 1999: Das Löwengeschenk. (Illustration Jacky Gleich), Beltz & Gelberg, Weinheim, ISBN 3-407-79237-9.
- 1998: Der haarige Dienstag. (Illustration Jacky Gleich), Beltz & Gelberg, Weinheim, DNB 953177726.
- 1997: Julek und die Dame mit dem Hut. Beltz & Gelberg, Weinheim, ISBN 3-407-79747-8 (hebräisch: Ha-Gveret Im Ha-Migbaʹat. 1997. Übersetzt von Mirjam Pressler).
- 1997: Das kleine große Mädchen. Beltz & Gelberg, Weinheim, ISBN 3-407-79188-7 (hebräisch: Ketanah-Gedolah. 1997. Übersetzt von Mirjam Pressler, Illustration Jacky Gleich).
- 1994: Lydia, Königin von Palästina. Beltz & Gelberg, Weinheim, ISBN 3-407-78251-9 (hebräisch: Lydia malkat erez Israel. 1991. Übersetzt von Mirjam Pressler).
- 1994: Das Sandspiel. Elefanten Press, Berlin, ISBN 3-88520-535-1.
- 1993: Das Tier in der Nacht. Elefanten Press, Berlin, ISBN 3-88520-473-8 (hebräisch: Hayat Ha-Hoshech. 1976. Übersetzt von Mirjam Pressler, Illustration Amelie Glienke).
- 1992: Die Krone des Drachen. Elefanten Press, Berlin, ISBN 3-88520-432-0 (hebräisch: Keter Ha-Drakon. 1989. Übersetzt von Mirjam Pressler).
- 1990: Der Mann von der anderen Seite. Elefanten Press, Berlin, ISBN 3-88520-354-5 (hebräisch: Ha-Ish Min Ha-Tzad Ha-Aher. 1988. Übersetzt von Mirjam Pressler).
- 1986: Die Insel in der Vogelstraße. Elefanten Press, Berlin, ISBN 3-88520-216-6 (hebräisch: Ha-Yi Be-Rehov Ha-Tziporim. 1981. Übersetzt von Beate Esther von Schwarze).
- 1981: Das strickende Mütterlein. Atlantis Verlag, Zürich, ISBN 3-7611-0632-7 (hebräisch: Savta Soreget. 1981. Übersetzt von Jakob Hessing, Illustration Ora Eytan).

## Sekundärliteratur
- Volker Ladenthin: Über die Gegenwärtigkeit der Vergangenheit. Uri Orlev – ein paradigmatischer Autor. Analysen zu seinem in deutscher Sprache veröffentlichten Werk. In: Gabriele von Glasenapp, Hans-Heino Ewers (Hrsg.): Kriegs- und Nachkriegskindheiten. Studien zur literarischen Erinnerungskultur für junge Leser. Lang, Frankfurt am Main 2008, ISBN 978-3-631-57456-0, S. 417–437.